# راکووا (صربستان)
راکووا (به صربی: Rakova) یک منطقهٔ مسکونی در صربستان است که در چاچاک واقع شده‌است. راکووا ۹٫۳۹ کیلومتر مربع مساحت و ۶۶۱ نفر جمعیت دارد و ۳۱۱ متر بالاتر از سطح دریا واقع شده‌است.